# Håkanstorps BK
Håkanstorps BK var en fotbollsklubb från Malmö. Klubben grundades 1932, och upplöstes 2013. Björn Ranelid spelade i Håkanstorp innan MFF värvade honom, även MFF:s legendariska ordförande Bengt Madsen startade sin fotbollskarriär i Håkanstorps BK. Klubbens färger är Gul tröja, svarta shorts och gula strumpor.
Under föreningens storhetstid hade man en stor ungdomssektion med upp mot 30 lag. Ungdomsverksamheten försvann en bit in på 2000-talet och mot slutet fanns enbart seniorlaget kvar.

## Hemmaplaner genom åren
Håkanstorps BK var en av de klassiska Sorgenfriklubbarn, med hemmaplan på Sorgenfri IP. Föreiningen valde att flytta verksamheten till det nybyggda Rosengård på 1960/1970-talet till Rosengård Norra IP.